# Tóth Lajos (újságíró)
Tóth Lajos (Székelyhíd, 1878. december 6. – Budapest, 1962. április 20.) erdélyi magyar katolikus, majd református pap, tanár, újságíró, közíró, műfordító.

## Életútja, munkássága
Középiskoláit Nagyszalontán és a nagyváradi Római Katolikus Főgimnáziumban végezte (1896); a budapesti egyetem Hittudományi Karán szerzett lelkészi diplomát (1901); ugyanitt teológiai doktorátust is. 1905–1908 között lelkész volt Berettyóújfaluban. 1909-ben áttért a református hitre és megnősült. Miután a kolozsvári Református Teológián is lelkészi képesítést szerzett, segédlelkész volt Sepsiszentgyörgyön, majd lelkész Sülelmeden, 1920-tól nyugdíjazásáig (1948) Segesváron. Kitűnő szervező, az ő nevéhez fűződik a segesvári református elemi oktatás létrehozása, a több tanteremből álló iskola felépítése. Az 1945–46-os iskolai évtől kezdve a Magyar Népi Szövetség (MNSZ) segítségével a református iskola mellett létrehozta és igazgatta az iskolák államosításakor megszűnt Egységes Petőfi Gimnáziumot, amelyben németet és franciát is tanított.
1905–1908 között szerkesztette a Katholikus Hitterjesztés Lapját, később cikkei jelentek meg a Református Szemle (1911–27) és az Egyházi Újság, prédikációi az Igehirdető hasábjain. 1937–38-ban a segesvári Magyar Élet c. független hetilap főszerkesztője volt.
Több német költeményt ültetett át magyarra a korabeli irodalmi lapok számára, többek között lefordította Joseph Bakon segesvári német költő Petőfi Segesvárt c. versét. Számos tanulmány és műkedvelők számára írt színdarab szerzője.

## Kötete
- Mit jelent Segesvár a magyar művelődés számára? (Dicsőszentmárton, 1924).